# Parco nazionale costiero del Pembrokeshire
Il parco nazionale costiero del Pembrokeshire (in inglese Pembrokeshire Coast National Park, in gallese Parc Cenedlaethol Arfordir Penfro) è uno dei parchi nazionali del Regno Unito lungo la costa della contea di Pembrokeshire, nel Galles sud-occidentale. 

## Area protetta
Il parco fu creato nel 1952, l'unico parco nazionale costiero del Regno Unito. È uno dei tre parchi nazionali gallesi. Gli altri due sono Brecon Beacons e Snowdonia. Tra le località più note situate all'interno dei confini del parco nazionale, figurano Nevern, Newport, Fishguard, St David's, Porthgain, Solva, Carew, Bosherston, Broad Haven, Manorbier, Tenby e Saundersfoot.